# Tito Didio Secundo
Tito Didio Secundo (en latín: Titus Didius Secundus) fue un senador romano que vivió a finales del siglo I y principios del siglo II y desarrolló su cursus honorum bajo los reinados de Domiciano, Nerva y Trajano.
Por un diploma militar, que está fechado el 5 de mayo de 102, se sabe que Secundo fue cónsul sufecto en el año 102 junto a Lucio Publilio Celso.